# Kirchdorf Wildcats
I Kirchdorf Wildcats sono una squadra di football americano di Kirchdorf am Inn, in Germania, fondata nel 1986 come Simbach Wildcats; in seguito al trasferimento a Kirchdorf am Inn nel 2004 hanno assunto il nuovo nome.

## Dettaglio stagioni

### Tornei nazionali

#### Campionato

##### GFL
| Stagione | regular season | regular season | regular season | regular season | regular season | regular season | playoff | playoff | playoff | playoff | playoff | playoff    | playoff               |
|          | Vin            | Par            | Per            | Tot            | PF             | PS             | Vin     | Per     | Tot     | PF      | PS      | risultato  | avversaria            |
| -------- | -------------- | -------------- | -------------- | -------------- | -------------- | -------------- | ------- | ------- | ------- | ------- | ------- | ---------- | --------------------- |
| 2018     | 3              | 1              | 10             | 14             | 167            | 372            | -       | -       | -       | -       | -       | -          | -                     |
| 2019     | 2              | 1              | 11             | 14             | 276            | 513            | 0       | 2       | 2       | 62      | 98      | Retrocessi | Ravensburg Razorbacks |
| Totale   | 5              | 2              | 21             | 28             | 443            | 885            | 0       | 2       | 2       | 62      | 98      |            |                       |

Fonti: Enciclopedia del Football - A cura di Roberto Mezzetti

##### 2. Bundesliga/GFL2
| Stagione | regular season | regular season | regular season | regular season | regular season | regular season | playoff | playoff | playoff | playoff | playoff | playoff      | playoff             |
|          | Vin            | Par            | Per            | Tot            | PF             | PS             | Vin     | Per     | Tot     | PF      | PS      | risultato    | avversaria          |
| -------- | -------------- | -------------- | -------------- | -------------- | -------------- | -------------- | ------- | ------- | ------- | ------- | ------- | ------------ | ------------------- |
| 1992     | 4              | 0              | 6              | 10             | 195            | 202            | -       | -       | -       | -       | -       | -            | -                   |
| 1993     | 6              | 0              | 6              | 12             | 338            | 216            | -       | -       | -       | -       | -       | -            | -                   |
| 1994     | 11             | 0              | 1              | 12             | 508            | 102            | 0       | 2       | 2       | 18      | 76      | Non promossi | Stuttgart Scorpions |
| 1995     | 3              | 0              | 9              | 12             | 143            | 183            | -       | -       | -       | -       | -       | -            | -                   |
| 1996     | 11             | 0              | 3              | 14             | 386            | 154            | -       | -       | -       | -       | -       | -            | -                   |
| 1997     | 4              | 0              | 8              | 12             | 207            | 266            | -       | -       | -       | -       | -       | -            | -                   |
| 1998     | 0              | 0              | 14             | 14             | 0              | 280            | -       | -       | -       | -       | -       | -            | -                   |
| 2003     | 11             | 0              | 1              | 12             | 567            | 155            | 1       | 1       | 2       | 42      | 57      | Non promossi | Marburg Mercenaries |
| 2004     | 9              | 1              | 2              | 10             | 369            | 178            | -       | -       | -       | -       | -       | -            | -                   |
| 2005     | 7              | 0              | 7              | 14             | 307            | 223            | -       | -       | -       | -       | -       | -            | -                   |
| 2006     | 8              | 0              | 6              | 14             | 258            | 248            | -       | -       | -       | -       | -       | -            | -                   |
| 2007     | 5              | 1              | 8              | 14             | 317            | 338            | -       | -       | -       | -       | -       | -            | -                   |
| 2008     | 5              | 0              | 9              | 14             | 266            | 303            | -       | -       | -       | -       | -       | -            | -                   |
| 2011     | 5              | 0              | 9              | 14             | 332            | 391            | -       | -       | -       | -       | -       | -            | -                   |
| 2012     | 5              | 1              | 8              | 14             | 392            | 450            | -       | -       | -       | -       | -       | -            | -                   |
| 2013     | 7              | 0              | 7              | 14             | 366            | 283            | -       | -       | -       | -       | -       | -            | -                   |
| 2014     | 12             | 1              | 1              | 14             | 311            | 154            | 0       | 2       | 2       | 58      | 92      | Non promossi | Franken Knights     |
| 2015     | 9              | 0              | 5              | 14             | 481            | 309            | -       | -       | -       | -       | -       | -            | -                   |
| 2016     | 10             | 1              | 3              | 14             | 604            | 325            | -       | -       | -       | -       | -       | -            | -                   |
| 2017     | 9              | 1              | 2              | 12             | 459            | 325            | 1       | 1       | 2       | 64      | 47      | Promossi     | Saarland Hurricanes |
| Totale   | 141            | 6              | 115            | 262            | 6806           | 5085           | 2       | 6       | 8       | 182     | 272     |              |                     |

Fonti: Enciclopedia del Football - A cura di Roberto Mezzetti

##### Bayrernliga (terzo livello)/Regionalliga
| Stagione | regular season | regular season | regular season | regular season | regular season | regular season | playoff | playoff | playoff | playoff | playoff | playoff      | playoff               |
|          | Vin            | Par            | Per            | Tot            | PF             | PS             | Vin     | Per     | Tot     | PF      | PS      | risultato    | avversaria            |
| -------- | -------------- | -------------- | -------------- | -------------- | -------------- | -------------- | ------- | ------- | ------- | ------- | ------- | ------------ | --------------------- |
| 1988     | 5              | 1              | 4              | 10             | 162            | 146            | -       | -       | -       | -       | -       | -            | -                     |
| 1989     | 7              | 0              | 1              | 8              | 290            | 69             | -       | -       | -       | -       | -       | -            | -                     |
| 1990     | 7              | 0              | 3              | 10             | 134            | 149            | -       | -       | -       | -       | -       | -            | -                     |
| 1991     | 5              | 1              | 0              | 6              | 133            | 50             | 0       | 1       | 1       | 21      | 42      | Finale       | Erding Bulls          |
| 2000     | 6              | 0              | 6              | 12             | 342            | 252            | -       | -       | -       | -       | -       | -            | -                     |
| 2001     | 7              | 0              | 1              | 8              | 325            | 104            | -       | -       | -       | -       | -       | -            | -                     |
| 2002     | 10             | 0              | 0              | 10             | 430            | 157            | 1       | 0       | 1       | 50      | 12      | Promossi     | Wiesbaden Phantoms    |
| 2009     | 10             | 0              | 0              | 10             | 400            | 95             | 1       | 1       | 2       | 44      | 53      | Non promossi | Holzgerlingen Twister |
| 2010     | 11             | 0              | 1              | 12             | 305            | 105            | 2       | 0       | 2       | 102     | 62      | Promossi     | Frankfurt Pirates     |
| Totale   | 68             | 2              | 16             | 86             | 2521           | 1127           | 4       | 2       | 6       | 217     | 169     |              |                       |

Fonti: Enciclopedia del Football - A cura di Roberto Mezzetti

##### Aufbauliga Bayrern (sesto livello)
| Stagione | regular season | regular season | regular season | regular season | regular season | regular season | playoff | playoff | playoff | playoff | playoff | playoff   | playoff    |
|          | Vin            | Par            | Per            | Tot            | PF             | PS             | Vin     | Per     | Tot     | PF      | PS      | risultato | avversaria |
| -------- | -------------- | -------------- | -------------- | -------------- | -------------- | -------------- | ------- | ------- | ------- | ------- | ------- | --------- | ---------- |
| 2019     | 8              | 0              | 2              | 10             | 211            | 133            | -       | -       | -       | -       | -       | -         | -          |
| Totale   | 8              | 0              | 2              | 10             | 211            | 133            | -       | -       | -       | -       | -       |           |            |

Fonti: Enciclopedia del Football - A cura di Roberto Mezzetti

### Riepilogo fasi finali disputate
| Anno                        | Luogo                        | Evento | Fase del torneo         | Incontro                                   | Risultato        |
| 16-30 settembre 2017        | Neunkirchen/Kirchdorf am Inn | GFL2   | Spareggio promozione    | Saarland Hurricanes - Kirchdorf Wildcats   | 28 - 21; 19 - 43 |
| 22 settembre-6 ottobre 2019 | Kirchdorf am Inn/Weingarten  | GFL    | Spareggio retrocessione | Kirchdorf Wildcats - Ravensburg Razorbacks | 28 - 40; 34 - 58 |